# Saint-Edmond
Saint-Edmond ist eine französische Gemeinde mit 426 Einwohnern (Stand: 1. Januar 2022) im Département Saône-et-Loire in der Region Bourgogne-Franche-Comté. Sie gehört zum Arrondissement Charolles und zum Gemeindeverband Communauté de communes Brionnais Sud Bourgogne. Die Einwohner werden Edmonciens und Edmonciennes genannt.

## Geografie
Saint-Edmond liegt etwa 55 Kilometer westsüdwestlich von Mâcon in den Hügellandschaften von Brionnais und Charolais. Nachbargemeinden von Saint-Edmond sind Ligny-en-Brionnais im Norden, Saint-Maurice-lès-Châteauneuf im Nordosten, Saint-Martin-de-Lixy im Osten und Südosten, Saint-Denis-de-Cabanne im Süden sowie Saint-Bonnet-de-Cray im Westen.

## Bevölkerungsentwicklung
| Jahr                      | 1962 | 1968 | 1975 | 1982 | 1990 | 1999 | 2006 | 2011 | 2016 |
| Einwohner                 | 314  | 270  | 256  | 283  | 293  | 319  | 355  | 368  | 388  |
| Quelle: Cassini und INSEE |      |      |      |      |      |      |      |      |      |

## Sehenswürdigkeiten

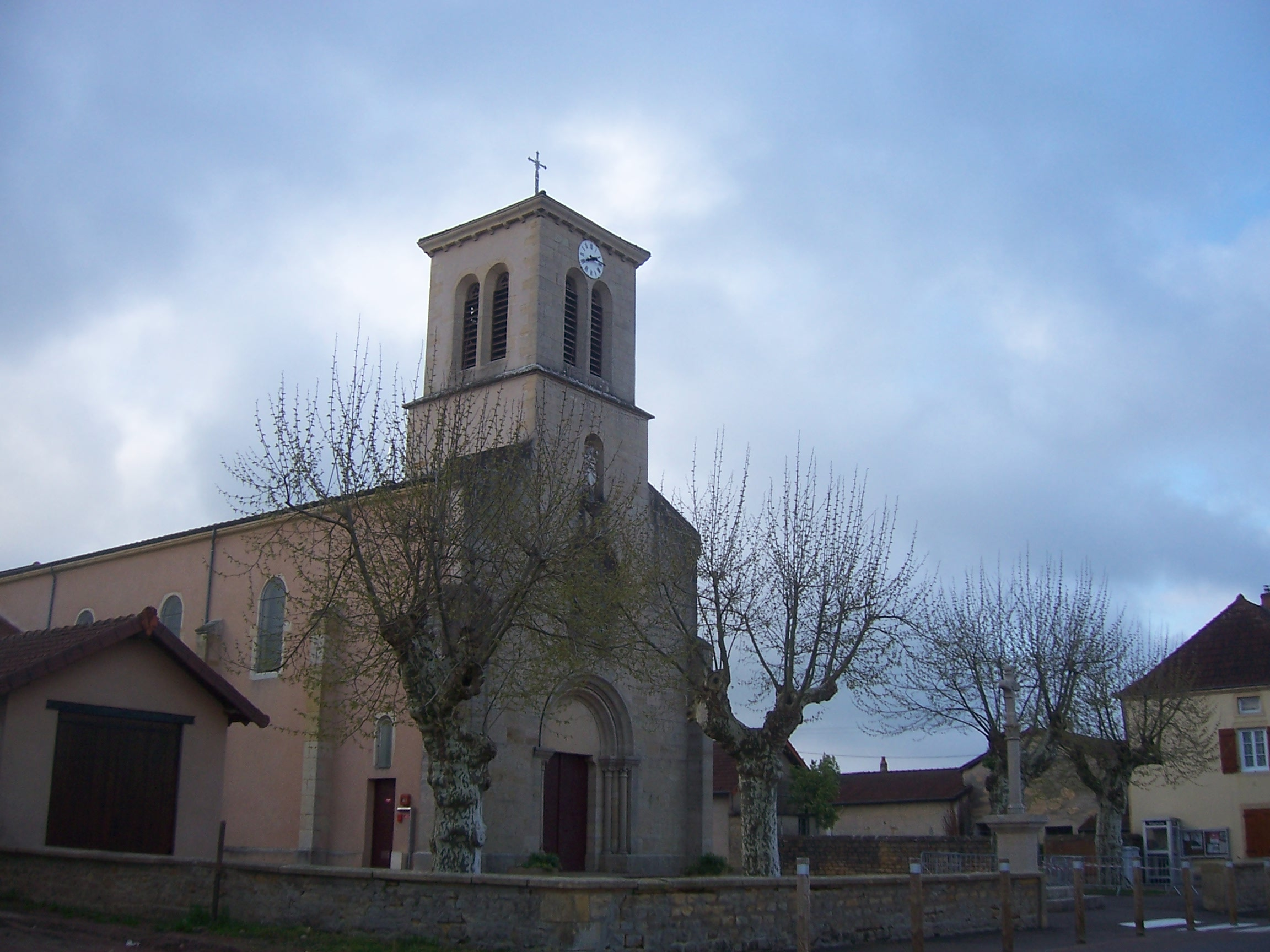
Kirche Saint-Edmond

- Kirche Saint-Edmond

## Belege
1. ↑  Saint-Edmond auf cassini.ehess.fr
2. ↑  Saint-Edmond auf insee.fr